# Rudesindo de la Guardia y Robles
Rudesindo de la Guardia y Robles (Penonomé, Panamá, 1.º de marzo de 1809 - Alajuela, Costa Rica, 27 de noviembre de 1862) fue un político y militar costarricense, de origen panameño. Fue hijo de Víctor de la Guardia y Ayala, alcalde mayor de Natá en la época de su nacimiento, y Petra Josefa Robles y Jiménez. Fue bautizado el 12 de marzo de 1809 con los nombres de Miguel José Rudesindo y sus padrinos fueron el presbítero y doctor Manuel Joaquín González de Acuña, obispo de Panamá, y Petra Celestina Villarreal.
Llegó a Costa Rica con su familia en 1823, cuando era adolescente. Aunque no cursó estudios formales, siguió la carrera militar y alcanzó el grado de coronel. Fue gobernador de la provincia de Moracia (Guanacaste) y gobernador y comandante interino de la comarca de Puntarenas. Residió habitualmente en Alajuela, aunque fue dueño de importantes haciendas ganaderas en las vecindades de la población de Bagaces.
Contrajo nupcias en 1828 con la herediana María Ramona Gutiérrez Flores (1808-1891), hija de Francisco Anselmo Gutiérrez Ruiz y de Manuela Gertrudis Flores Porras. Varios de sus hijos tuvieron una actuación política y militar destacada: Víctor Guardia Gutiérrez fue general, presidente del Congreso y secretario de Estado; Tomás Guardia Gutiérrez, también general, fue presidente de la República y secretario de Estado, y Miguel Guardia Gutiérrez fue general y secretario de Estado. Uno de sus yernos, Próspero Fernández Oreamuno, fue general y presidente de la República, y otro, León Fernández Bonilla fue un destacado historiador y diplomático.